# Moolaadé
Pour plus de détails, voir Fiche technique et Distribution.
Moolaadé est un film sénégalais, en coproduction avec la France, le Burkina Faso, le Cameroun, le Maroc et la Tunisie, réalisé par Ousmane Sembène et sorti en 2004.
Le film traite des mutilations génitales féminines, pratiquées dans certains pays africains : il montre la confrontation du moolaadé, le droit à la protection, et de la salindé, l'excision traditionnelle.

## Synopsis
Dans un village sénégalais, Collé Ardo, seconde femme d'un prospère paysan, prépare le mariage de sa fille Amsatou avec Konaté, le fils du dugutigi (chef du village), mariage qui aura lieu dès son retour de France où visiblement il s'est enrichi. Bientôt, quatre fillettes viennent demander la protection de Collé Ardo : six d'entre elles ont fui le rituel du salindé (purification par excision). En effet, il se dit dans le village que la future mariée, Amsatou, est une bilakoro car sa mère aurait refusé l'excision de sa fille unique il y a sept ans. Collé Ardo finit par leur accorder le moolaadé, un droit d'asile sacré qu'elle seule peut révoquer. Elle s'attire aussitôt les foudres des prêtresses-exciseuses et des mères des fillettes. Bientôt on apprend que les deux fillettes manquantes ont préféré se jeter dans le puits du village.
Konaté arrive enfin mais l'union doit être annulée : le dugutigi, son père, ayant appris qu'Amsatou n'a pas été purifiée. On lui propose une jeune cousine âgée de seulement onze ans au grand dam de « Mercenaire », un ancien soldat de l'ONU reconverti en marchand ambulant coureur de jupons, qui le traite de pédophile.
Face au suicide des deux enfants, le conseil des ancêtres décide la confiscation de toutes les radios du village, la mauvaise influence de ce média étant pour eux la cause de tous ces maux. Konaté qui vient de ramener la première télévision au village s'oppose à son père. De même, Hadjatou, la puissante première épouse de son mari, rejoint Collé Ardo dans son combat alors qu'Amsatou reproche à sa mère de l'avoir soustraite au salindé. Collé Ardo lui explique qu'après avoir perdu ses deux premiers enfants, mort-né, et avoir dû subir une césarienne, il était hors de question pour elle de prendre le risque de la perdre.
Malheureusement, sous l'influence de son aîné, son mari est contraint d'infliger à Collé Ardo, sa femme préférée, une séance de flagellation publique afin de lui faire renoncer au moolaadé. Elle résiste jusqu'à ce que Mercenaire intervienne, au prix de sa vie. Profitant de l'agitation, la mère de la petite Diatou parvient à la soustraire au moolaadé et la livre aux exciseuses. La petite succombera à sa blessure. Alors que le conseil des ancêtres s'est réuni pour l'autodafé des radios du village, les femmes du village se dressent contre les exciseuses au cri de « Wasa ! Wasa ! » et confisquent leurs couteaux. Courageusement, le mari de Collé Ardo prend cette fois-ci le parti de sa femme (« Ce n'est pas au pantalon que l'on juge l'homme »), bientôt rejoint par Konaté qui retourne à sa promise, Amsatou.

## Fiche technique
- Titre : Moolaadé
- Réalisation : Ousmane Sembène
- Scénario : Ousmane Sembène
- Musique : Boncana Maïga
- Image : Dominique Gentil
- Décors : Joseph Kpobly
- Son : Denis Guilhem
- Montage : Abdellatif Raïss
- Production : Ousmane Sembène, Thierry Lenouvel
- Pays d'origine :  Sénégal /  France /  Burkina Faso /  Cameroun /  Maroc /  Tunisie
- Langue : bambara, français
- Durée : 120 minutes
- Date de sortie : 15 mai 2004

## Distribution
- Fatoumata Coulibaly : Collé Gallo Ardo Sy
- Maimouna Hélène Diarra : Hadjatou
- Salimata Traoré : Amasatou
- Naky Sy Savané : Sanata
- Dominique Zeïda : Mercenaire
- Mah Compaoré : doyenne des exciseuses
- Aminata Dao : Alima Bâ
- Rasmané Ouédraogo : Ciré Bathily
- Ousmane Konaté : Amath Bathily
- Bakaramoto Sanogo : Abdou
- Modibo Sangaré : Balla Bathily
- Joseph Traoré : Dugutigi
- Théophile Sowié : Ibrahima (comme Moussa Théophile Sowié)
- Balla Habib Dembélé : Sacristain (comme Habib Dembélé)
- Gustave Sorgho : Bakary
- Cheick Oumar Maiga : Kémo Tiékura
- Sory Ibrahima Koïta : Kémo Ansumana (comme Ibrahima Sory Koita)
- Aly Sanon : Konaté
- Moussa Sanogo : Konaté fils
- Stéphanie Nikiema : Mah
- Marie Yameogo : exciseuse (comme Marie Augustine Yameogo)
- Mabintou Baro : exciseuse
- Tata Konaté : exciseuse
- Fatoumata Sanogo : exciseuse
- Madjara Konaté : exciseuse
- Fatoumata Konaté : exciseuse
- Fatoumata Sanou : Nafissatou
- Mamissa Sanogo : Oumy
- Mariama Souabo : Jaatu
- Lala Drabo : Saaiba
- Georgette Paré : Niassi
- Assita Soura : Seymabou
- Alimatou Traoré : Binetou
- Edith Nana Kaboré : Ibatou
- Maminata Sanogo : Coumba
- Sanata Sanogo : la reine mère
- Mafirma Sanogo : Fify

## Distinctions
- Festival de Cannes 2004 : Prix Un certain regard et Prix du jury œcuménique
- Festival international du film de Marrakech 2004 : Mention spéciale du Prix du jury œcuménique
- National Society of Film Critics Awards 2004 : Meilleur film en langue étrangère
- Festival panafricain du film de Los Angeles 2005 : Prix du jury
- Fespaco de Ouagadougou 2005 : Prix spécial santé
- Festival de Cinemanila 2005 : Prix de la meilleure actrice pour Fatoumata Coulibaly